# Крістіан Людвіг Ніцш
Крістіан Людвіг Ніцш (нім. Christian Ludwig Nitzsch; 3 вересня 1782 — 16 серпня 1837) — німецький зоолог. Він найбільше запам'ятався своїм підходом до класифікації птахів на основі розподілу їхніх пір'яних шляхів або птерильозу дитинчат.

## Біографія
Крістіан Людвіг Ніцш народився 1782 року в селі Беуха (нині частина міста Брандіс у Саксонії) в родині колишнього пастора Віттенберзької міської церкви, генерального суперінтенданта та першого директора Королівського євангельського семінару проповідників Карла Людвіга та Луїзи Ніцш (уроджена Вернсдорф). Після відвідування середніх шкіл в Борні та Цайці він розпочав навчання у Віттенберзькому університеті 1 липня 1791 року на особливе прохання свого прадіда Готліба Вернсдорфа Старшого, де він склав іспити 21 грудня 1804 року та захистив ступінь з медицини.
Він габілітувався і здобув ступінь доктора медицини 4 січня 1808 року. Потім він очолив екстраординарну кафедру ботаніки та природної історії і, як наступник Карла Генріха Дзонді, був призначений прозектором в анатомічному театрі в 1810 році. Він створив свою наукову репутацію своєю докторською дисертацією «De respiratione animalium», вагомим внеском у порівняльну анатомію органів дихання. У ботаніці Ніцш завдячує цінними порадами університетському механіку Крістіану Шкуру та колекціонував малофаги з 1813 року.
5 жовтня 1815 року Ніцш став першим повним професором зоології в університеті Галле. Там він став директором зоологічного музею, який занепадав, і забезпечив його подальше існування. Сам відреставрував і підготував численні експонати, домігся збільшення персоналу. У 1834 році під його професорством колекції були перенесені до новозбудованого головного корпусу університету. Зоологія завдячує важливими відкриттями його роботам «Про пізнання форм, анатомії та історії розвитку паразитів», «Про анатомію птахів» і «Будова інфузорій». Ніцш, який, як чудовий зоолог, також займався анатомією птахів, розробляв техніку препарування і також умів надихати на своїх лекціях.
Хоча його основний інтерес полягав у орнітології, Ніцш публікував дослідження на інші теми, включаючи діатомові водорості (рід діатомових водоростей Nitzchia названий на його честь). Йому також приписують перші систематичні зоологічні дослідження вошей. Помер у 1837 році внаслідок інсульту. У 1832 році він був обраний іноземним членом Шведської королівської академії наук.

## Праці
- De respiratione animalium, 1808
- «Die Familien der Thierinsekten» im Germar's Magazin für Entomologie, Band 3 1818
- «Zur Geschichte der Thierinsektenkunde» in der Zeitschrift für gesammelte Naturwissenschaften 5 Band 1855
- «Charakteristik der Federlinge» in Zeitschrift für gesammelte Naturwissenschaften Band 9 1857
- «Beiträge zur Infusorienkunde» in Neue Schriften der naturforschenden Gesellschaft in Halle Band 3 Heft 1 1817
- «Anatomie der Vögel» in Meckels deutschen Archiv für Physiologie Band 1 1815 Band 2 1816, Band 3 1817 Band 6 1820 und Band 11 1826
- Osteographischen Beiträge zur Naturgeschichte der Vögel, 1811
- System der Pterylographie, bei Burmeister 1840
- Observationes de Avium arteria carotide communi, (Halle) 1829
- «Charakteristik der Federlinge» in Zeitschrift für gesammelte Naturwissenschaften Band 9 1857
- Pterlyographiae Avium pars prior, (Halle) 1833 — Traduit en anglais sous le titre de Nitzsch's Pterylography à la Ray Society en 1867.
- «Zur Geschichte der Thierinsektenkunde» in der Zeitschrift für gesammelte Naturwissenschaften 5 Band 1855
- «Beiträge zur Infusorienkunde» in Neue Schriften der naturforschenden Gesellschaft in Halle Band 3 Heft 1 1817
- «Anatomie der Vögel» in Meckels deutschen Archiv für Physiologie Band 1 1815 Band 2 1816, Band 3 1817 Band 6 1820 und Band 11 1826
- «Osteographischen Beiträge zur Naturgeschichte der Vögel» 1811